# Michael Jan III. z Althannu
Michael Jan III. hrabě z Althannu (Michael Johann III. Reichsgraf von Althann, Freiherr auf der Goldburg zu Murstetten) (8. října 1679 Jaroslavice – 26. března 1722 Vídeň) by rakouský šlechtic, dvořan a diplomat. Patřil k oblíbencům Karla VI. a u dvora zastával úřad nejvyššího štolby (1716–1722). Díky císařově přízni získal rozsáhlý majetek v Chorvatsku (Čakovec), mimoto vlastnil palác ve Vídni a dvacet let se soudil o nároky na jihomoravská panství Vranov nad Dyjí a Jaroslavice.

## Životopis

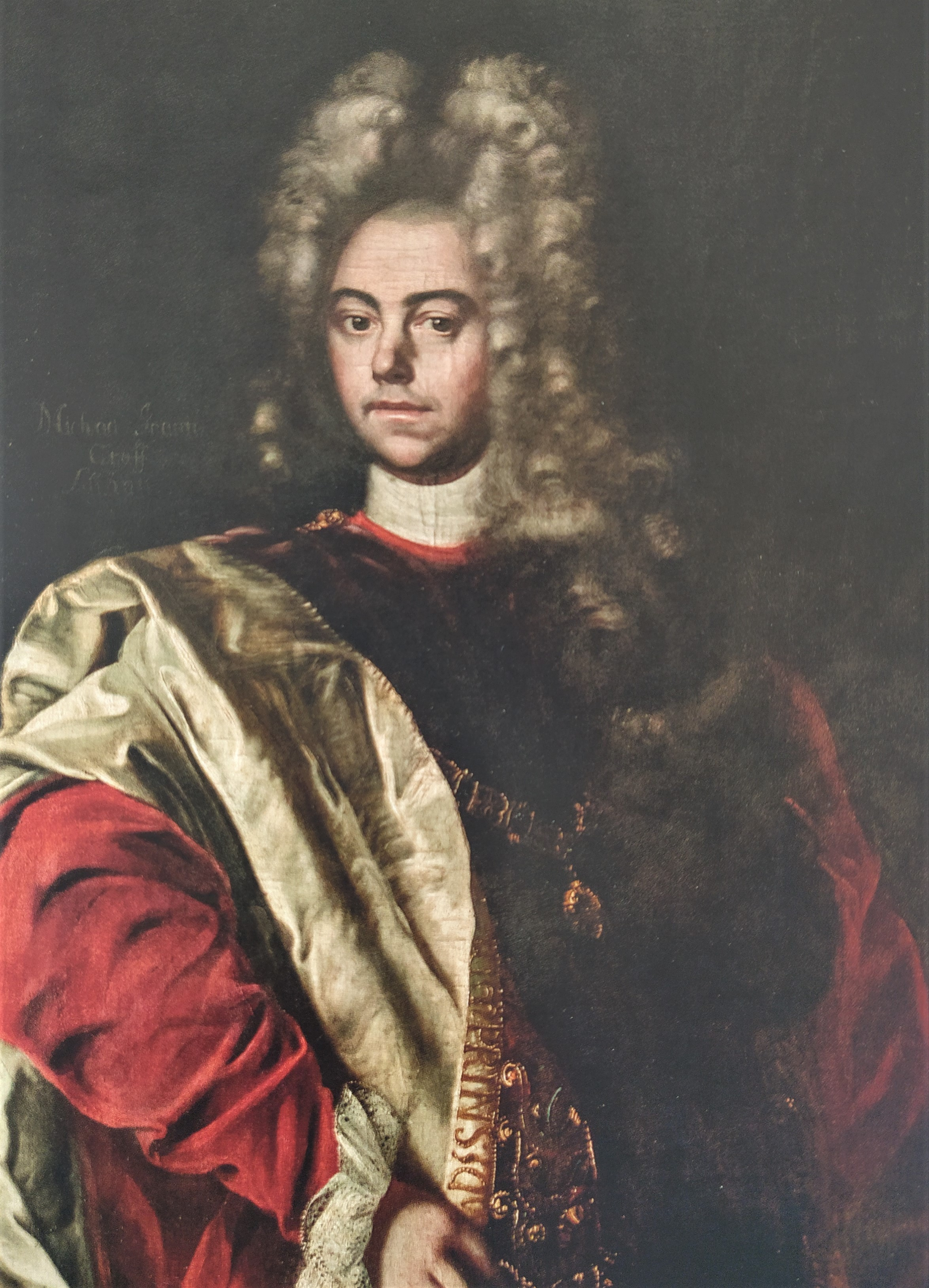
Michael Jan III. z Althannu, portrét z galerie rytířů Řádu zlatého rouna na zámku Kunštát

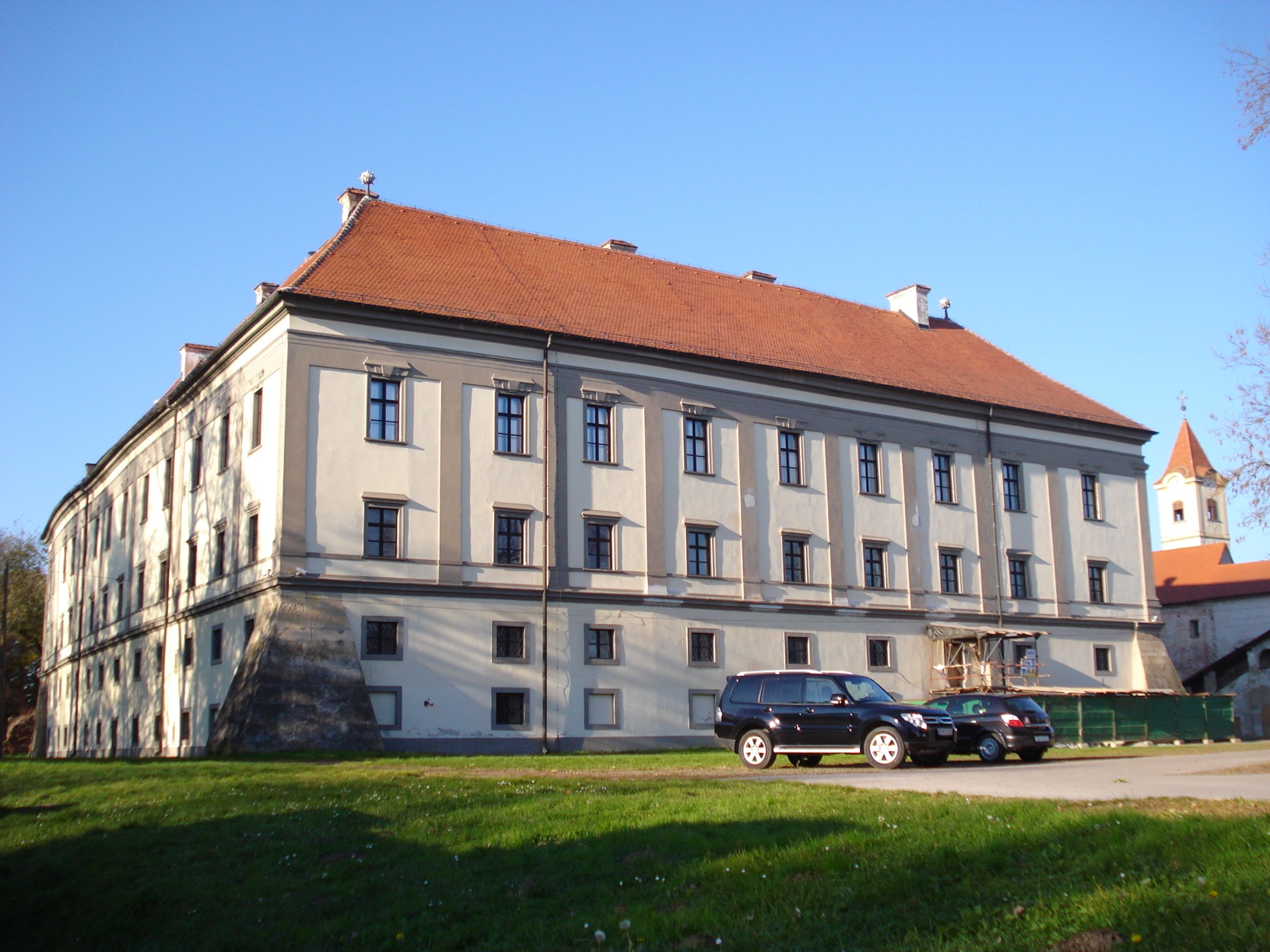
Zámek Čakovec v Chorvatsku

Pocházel z rakouského rodu Althannů, byl mladším synem hraběte Michaela Jana II. z Althannu (1643–1702), přísedícího moravského zemského soudu, a jeho manželky, princezny Marie Terezie z Lichtenštejna (1643–1712).
Michael Jan III. se narodil na zámku v Jaroslavicích u Znojma a od mládí působil ve službách arcivévody Karla, doprovázel jej také jako nápadníka trůnu ve Španělsku v rámci války o španělské dědictví. V Barceloně se v roce 1708 oženil s princeznou Marií Annou Pignatelliovou (1689–1755), která byla oblíbenkyní arcivévody Karla a stála tak u vzestupu celého rodu Althannů.
Poté, co arcivévoda Karel převzal dědictví po starším bratru Josefu I. a stal se římským císařem jako Karel VI., vrátil se Althann do Vídně a zaujal přední pozici u dvora. V roce 1712 byl dekorován Řádem zlatého rouna, odmítal však jmenování do důležitých státních úřadů.
V letech 1716–1722 zastával jen dvorní post nejvyššího štolby, ale jako vůdce tzv. španělské strany u dvora patřil k vlivným osobnostem a ovlivňoval personální obsazení důležitých funkcí. Byl jmenován španělským grandem I. třídy, od roku 1716[zdroj?] byl též dědičným číšníkem Svaté říše římské. Díky císaři výhodně zakoupil Černínský palác na vídeňském předměstí Wieden a v roce 1719 obdržel darem rozsáhlé panství v Chorvatsku s hradem Čakovec. Jeho mimořádné postavení u dvora dokládá přezdívka Favorit, pod kterou je uváděn v korespondenci svých současníků.
Jeho španělská manželka Marie Anna byla svými současníky popisována jako krásná a ušlechtilá Španělka, ochránkyně umění a vědy "oplývající krásou, srdcem a duchem". Pro tytéž vlastnosti a navíc její snahu pomoci chudým ji ctí také Constantin von Wurzbach a také on považuje zvěst o jejím druhém tajném sňatku za pouhou domněnku, kterou nelze dokázat. Lidé ji obecně kvůli jejímu původu nazývali „spanische Althann“ („španělská Althannová“) a ve Vídni byla všeobecně oblíbená, uznávaná a s velkým vlivem. Existovaly rovněž spekulace o tom, že Marie Anna byla milenkou Karla VI., ty však nebyly nikdy potvrzeny, stejně tak ve sféře dohadů zůstává otázka případného císařova otcovství jejích synů. Faktem ale je, že po smrti Michaela Jana III. věnoval Karel VI. jako poručník mimořádnou péči o vzdělání a výchovu jeho potomků, stejně tak jim zajistil nárok na panství Vranov nad Dyjí a Jaroslavice, i když předtím moravský zemský soud rozhodl jinak.
Dvacet let vedl soudní spor se svým starším bratrem Michaelem Heřmanem (1671–1736) o panství Vranov nad Dyjí, neboť jejich otec zemřel bez závěti. Postavení Michaela Jana III. se projevilo i po jeho předčasné smrti, kdy císař Karel VI. osobně převzal poručnictví nad jeho nezletilými dětmi, tehdy také došlo k anulaci soudního rozhodnutí ohledně Vranova a v roce 1724 převzala panství do správy vdova Marie Anna. Z manželství Michaela Jana III. a Marie Anny pocházelo šest dětí, dcery se provdaly do vlivných rodin Ditrichštejnů a Pálffyů, na přízni Karla VI. profitovali i synové Michael Jan IV. (1710–1778) a Michael Antonín (1716–1774), celkový vliv Althannů ale za jejich života postupně upadal.
Michael Jan III. z Althannu zemřel ve Vídni 16. března 1722 ve věku 42 let, s ohledem na jeho pozici u dvora pohřeb proběhl za početné účasti dvořanů, ostatky pak byly uloženy v rodinné hrobce ve Vranově nad Dyjí. Podle dobových zvěstí se po smrti svého manžela měla vdova Marie Anna v roce 1722 tajně provdat za svého chráněnce básníka Pietra Metastasia, kterého předtím podporovala. Historik Rochus von Liliencron však toto tvrzení klasifikuje jako nepodložené.
Jeho starší bratr Michael Heřman Josef z Althannu (1671–1736) zastával dlouhodobě vysoké úřady na Moravě, kde byl nejvyšším zemským sudím (1714–1721) a nejvyšším komořím (1721–1736).